# 915年
| 千纪： | 1千纪 |
| 世纪： | 9世纪 \| 10世纪 \| 11世纪 |
| 年代： | 880年代 \| 890年代 \| 900年代 \| 910年代 \| 920年代 \| 930年代 \| 940年代 |
| 年份： | 910年 \| 911年 \| 912年 \| 913年 \| 914年 \| 915年 \| 916年 \| 917年 \| 918年 \| 919年 \| 920年                                                                                              |
| 纪年： | 乙亥年（猪年）；（南吴、晋）天祐十二年；后梁（吴越、闽）五年，贞明元年；前蜀永平五年；李茂貞天復十五年；大長和天瑞景星元年；于阗同慶四年；日本延喜十五年；后百济正开十五年；后高句丽政开二年 |

## 大事记
- 耶律阿保機征討黃頭室韋部得勝返回，契丹七部酋長聯合迫使讓出可汗之位，耶律阿保機退居灤河邊。
- 李繼徽養子李保衡殺李彥魯，投降後梁，使岐國永久失去了靜難。
- 梁末帝乘天雄軍節度使楊師厚卒，魏博無帥之際，欲行分而治之之策，原楊師厚親軍不肯分徙發動叛亂，晉王李存勖乘機取之，致使朱梁盡失河北之地。

## 逝世
- 李彥魯，靜難節度使李繼徽之子，毒殺父親後，短暫控制靜難。
- 楊師厚，五代時期後梁名將。